# Tajne akta 2: Puritas Cordis
Tajne akta 2: Puritas Cordis (ang. Secret Files 2: Puritas Cordis) – komputerowa gra przygodowa oparta na systemie „wskaż i kliknij”, kontynuacja gry Tajne akta: Tunguska. Została stworzona przez studia Fusionsphere Systems oraz Aniamtion Arts, wydana przez Deep Silver w 2008.

## Fabuła
Wikary Matthew ginie na schodach do swojego kościoła z rąk zakamuflowanego oddziału do zadań specjalnych. Wcześniej jednak zdołał przesłać dokumenty wieszczące nadchodzącą apokalipsę do swojego przełożonego, biskupa Perreya. Teraz jego życie jest zagrożone. Duchowny, widząc nadciągających morderców, kryje tajemniczy manuskrypt w swojej biblioteczce, a później usiłuje dostać się na policję. Nie udaje mu się to – dzieli los księdza Matthew.
Tydzień później Nina Kalenkow wyrusza z Hamburga na urlop do Portugalii na pokładzie luksusowego statku. Rozstała się z Maksem, który teraz przebywa na badaniach w Indonezji. Jej ojciec tymczasem zostaje wezwany na konferencję do Nowego Jorku w sprawie ostatnich ekstremalnych zachowań pogody. Przed wejściem na pokład Ninę naskakuje przerażony mężczyzna, pytając, czy będzie ona płynąć tym statkiem. Nie czekając na odpowiedź, rzuca się do ucieczki, po czym ginie pod kołami sztaplarki. Zszokowana Nina kieruje się do kabiny, by tam znaleźć nie swój bagaż.

## Rozgrywka i grafika
Grę obsługuje się podobnie jak Tajne akta: Tunguska. Kursor przybiera kształt myszy, przy czym odpowiednie klawisze są podświetlone. Istnieje opcja wskazania wszystkich aktywnych przedmiotów na ekranie. Powraca dziennik bohaterów (ponownie pisany jednak z perspektywy gracza).
Na tła składają się dwuwymiarowe obrazy, z kolei postacie są trójwymiarowe – pod tym względem również niewiele się zmienia od czasu części pierwszej.
W grze pojawiają się znane już grywalne postacie – Nina i Max – a także, ale tylko w pierwszym etapie, nowy bohater, biskup Perrey, za którego pośrednictwem gracz musi ukryć manuskrypt i dokonać lekkich modyfikacji w grafiku pracowników.